# ティム・ホジキンソン
ティム・ホジキンソン（Tim Hodgkinson、1949年5月1日 - 、イングランド・ウィルトシャー州ソールズベリー生まれ）は、主にリード楽器、ラップ・スティール・ギター、キーボードを使用するイングランドの実験音楽の作曲家にして演奏家である。1968年にフレッド・フリスと結成したイギリスのアヴァンギャルド・グループのヘンリー・カウのコア・メンバーの一人として最初に知られるようになった。ヘンリー・カウの解体後は、数多くのバンドやプロジェクトに参加し、最終的には現代音楽の作曲に専念し、即興演奏者として演奏している。

## 略歴
ティム・ホジキンソンは、1949年5月1日にイングランドのウィルトシャー州ソールズベリーで生まれ、ケンブリッジのウィンチェスター・カレッジとトリニティ・カレッジで教育を受けた。1971年にケンブリッジを社会人類学で卒業したが、代わりに音楽のキャリアを追求することを選択した。しかし、彼の人類学への関心は残り、後のシベリアにおける一連の研究旅行の間にそこへと近づいた。

### ヘンリー・カウ
大学在学中、ホジキンソンと学生仲間のフレッド・フリスは1968年に独創的なアヴァンギャルド・グループのヘンリー・カウを結成した。1978年のバンド消滅まで、ホジキンソンはバンドのコア・メンバーの1人としてヘンリー・カウに在籍し続け、多くの楽曲を作曲した。特筆すべき曲は、「Living in the Heart of the Beast」（1975年のアルバム『傾向賛美』に収録）、「Erk Gah」（正式には録音されていないが、ライブ・バージョンは40周年記念ヘンリー・カウ・ボックスセットに登場）である。ヘンリー・カウはホジキンソンの音楽教育の基礎となり、彼が他の楽器奏者と密接に協力し合い、新しい音楽の風景をつくり出す機会となった。ヘンリー・カウ分裂後、ホジキンソンとバンド仲間であるクリス・カトラーは、1981年に出版されたバンドに関する文書と情報のコレクションである『The Henry Cow Book』を編集した。
1973年11月、ホジキンソン（およびヘンリー・カウの他のメンバー）は、BBCのために行われたマイク・オールドフィールドによる「チューブラー・ベルズ」のスタジオ・ライブ・パフォーマンスに参加した。この演奏風景はオールドフィールドのDVD『エレメンツ〜ザ・ベスト・オブ・マイク・オールドフィールド』で入手できる。

### その他のプロジェクト
1980年、ホジキンソンは、ギタリストで作曲家のビル・ジローニス、ベーシストのミック・ホッブス、ドラマーのリック・ウィルソンとのポストパンク・バンド、ザ・ワークを結成。同時に、ホジキンソンとジローニスは独立したレコード・レーベル、ウーフ・レコードを設立した。それから数年間、ザ・ワークはヨーロッパをツアーした。1982年にボンでのロック・イン・オポジション・フェスティバルでボーカリストのカトリーヌ・ジョニオーと共演した後、バンドとジョニオーはウーフ・レーベルのためにアルバム『スロウ・クライムズ』（1982年）をレコーディングした。その年の後半、ラインナップを少し変えてホジキンソン、ジローニス、エイモス、クリス・カトラーというメンバーで、彼らは日本公演を行った。1982年6月の大阪でのコンサートは、ホールの途中でカセットレコーダーによって録音された後、クリーンアップされ、アルバム『ライヴ・イン・ジャパン』（1982年）としてリリースされた。日本ツアーの後にザ・ワークは解散したが、1989年にオリジナル・ラインナップで再び再編され、2枚のインダストリアル/ノイズ・アルバム『ラバー・ケイジ』（1989年）と『SEE』（1992年）をレコーディングした。1987年2月、ホジキンソンは南アフリカのバンド、カラハリ・サーファーズ (Kalahari Surfers)とツアーを行い、「Rote Lieder DDR」フェスティバル・オブ・ポリティカル・ソングスで演奏した。
1990年、ホジキンソンと、1978年から一緒に（かつてはShamsと呼ばれた）演奏していたスコットランドのパーカッショニストで即興演奏家であるケン・ハイダーは、シベリア、ソビエト極東、ソ連の中心部（モスクワ、レニングラード）を「Friendly British Invasion™: In Search for the Soviet Sham(an)s」と銘打ったデュオとしてツアーした。おそらく、これがソビエトの主要なコンサート関係者から独立して（ソビエト・ジャズ連盟の極東メンバーによって、そしてその後の支援によって）組まれた当時としては最長のツアーである。
その後、彼らはロシアに赴いてさらに多くのツアーを行い、特に地元のミュージシャンや儀式の専門家と連絡を取るためにシベリアへ勉強の旅に出た。彼らがトゥヴァ共和国出身のシャーマニズム・ミュージシャンであるGendos Chamzyrynと出会い、トリオとして1998年夏にアルタイの村をツアーしたのはこの時期であった。Chamzyrynはさまざまな伝統的なトゥバの楽器を演奏し、深みのあるカルギラー・スタイルの倍音を歌った。
この「シャーマン」プロジェクトの成功により、ホジキンソン、ハイダー、Chamzyrynからなるバンド、K-Spaceが結成された。K-Spaceの名前は、ロシアの天体物理学者ニコライ・コズイレフにちなんで「コズイレフ・ミラー」と呼ばれるデバイスを使用して名付けられた時空ワープである「コズイレフ・スペース (Kozyrev-Space)」に由来する。彼らの音楽は、シャーマニズム文化とジャズの要素を取り入れた「シャム・ビート」であった。1999年からアジアやヨーロッパでのツアーをスタートし、2002年から4枚のCDをリリースしている。
ホジキンソンが深く関わっているフリー・インプロヴィゼーション・バンドがKonk Packである。1997年にブダペストで開催されたSzuenetjelフェスティバルにおいて、シンセサイザーでケルン出身のトーマス・レーン、パーカッションでロンドン出身のロジャー・ターナー、リード楽器とプリペアド・ギターのホジキンソンによって結成されたこのトリオは、サイケデリア、フリー・ジャズ、ライヴエレクトロニクスの即興演奏をブレンドしている。1999年、彼らはライブ・レコーディングによるCD『The Big Deep』をリリースし、2001年、2005年、2010年、2013年にさらにCDを作成した。2005年にKonk Packはトーマス・レーンの代わりにロル・コックスヒルと共にイギリスでツアーを行った。2007年に彼らはオリジナル・ラインナップでオランダ、ベルギー、ドイツをツアーした。
即興演奏家として、ティム・ホジキンソンは、ロル・コックスヒル、フレッド・フリス、クリス・カトラー、トム・コラ、リンジー・クーパー、ジョン・ゾーン、エヴァン・パーカー、カトリーヌ・ジョニオー、チャールズ・ヘイワードなど、多くのミュージシャンと長年にわたって共演してきた。2006年12月、カトラー、フリス、ホジキンソンは、ニューヨークにあるザ・ストーンにて一緒に演奏した。これは、1978年のヘンリー・カウ解体以来初めて一緒に行ったコンサート・パフォーマンスである。
1983年から1985年まで、ホジキンソンはロンドンのブリクストンにあるコールドストレージ・レコーディング・スタジオを管理し、フレッド・フリスのスケルトン・クルー、ピーター・ブレグヴァドなどのレコードをプロデュースした。彼は音楽の人類学に関する本を書き、『Contemporary Music Review』、『Musicworks』、『Musica/Realta』、『Resonance』といった各誌に、音楽やテクノロジー、音楽民族学、インプロヴィゼーションなどのトピックを採り上げて定期的に貢献している。2016年に彼の著書『The Myth of Wholeness – Toward a New Aesthetic Paradigm』が、MITプレスから出版された。
ホジキンソンは、ニコラス・ハンバートとヴェルナー・ペンツェルによる1990年のフレッド・フリスに関するドキュメンタリー映画『ステップ・アクロス・ザ・ボーダー』に出演し、1988年12月にロンドンのブリクストンにあるホジキンソンの自宅でフリスとリハーサルを行った。
ティム・ホジキンソンの最初のソロ・アルバムは1986年の『Splutter』であった。アルトサックスとバリトンサックスとクラリネットの即興演奏で構成され、時には電子機器を伴って、時にはマルチトラックで演奏された。2008年に11曲のソロ・クラリネット即興のアルバムである『Klarnt』でそれをフォローアップした。 

### 作曲
1990年代初頭から、ホジキンソンは再び自身が手掛ける作曲に専念するようになり、初めはヘンリー・カウ時代に開発されたアプローチへと回帰した。
1994年にアルバム『Eachin Our Own Thoughts』を、彼の最初の弦楽四重奏を含む作品のコレクションと一緒に、時として（「Erk Gah」として）演奏されたものの、スタジオで録音されたことはないヘンリー・カウのために書かれた1976年の作品（「Hold to the Zero Burn, Imagine」）を収録してリリースした。1993年にようやく録音されたとき、彼は元のバンドに在籍した3人のメンバー、クリス・カトラー、リンジー・クーパー、ダグマー・クラウゼを連れてきた。さらなる作品「Numinous Pools For Mental Orchestra」は、完全にMIDI楽器で演奏された。
しかし、今や即興演奏者である彼の仕事は、彼の現在の作曲方法の限界をはるかに認識させるものであった。イアンク・ドゥミトレスクやルーマニアのスペクトル楽派との出会いがターニング・ポイントとなり、その後、彼は音の動きや不安定な音響システムから音楽構造を開発する新しい方法を見つけ始めた。これは、1998年にアルバム『Pragma』がリリースされたことで明らかになった。この作品では、ライブ楽器とサンプリングを組み合わせたコンピューター上での作曲を実現している。
2000年にホジキンソンは新しい作曲のコレクションであるアルバム『Sang』を作った。1曲目と3曲目はホジキンソンが、ヴィオラ、ピアノ、アルトサックス、パーカッション、MIDI楽器を1人で演奏した。彼がライブで頻繁に演奏する2曲目の「GUSHe」は電子伴奏が付いたクラリネットのための作品であり、最後の曲「MÀ」は、フェデリカ・サントロ（歌）を迎えて、ホジキンソンの他の曲の録音（バンダ・ムニシパル・デ・デバルセロナとのリハーサルと、彼の2番目の弦楽四重奏の断片）から作られたモンタージュによって演奏された。
その後、ホジキンソンは2006年にModeレーベルからアルバム『Sketch of Now』をリリース。これはルーマニアのハイペリオン・アンサンブルのための3つの作品で構成され、そのうちホジキンソンは2曲を指揮し、1曲で演奏した（イアンク・ドゥミトレスク指揮）。ホジキンソンが演奏した2つの作曲のうち、1つはバスクラリネットとテープのための作品、もう1つはコンピューターで修正されたチェロとエレキギターのための作品である。2つのクラリネット、1つのベース、ピアノのための1曲は、イザベル・デュトワ、ジャック・ディドナート、パスカル・ベルテロが演奏した。「Fragor」という曲は、2010年の映画『シャッター・アイランド』で使用されたが、サウンドトラックCDには収録されなかった。
これは2014年にModeレーベルからの2枚目となるアルバム『Onsets』でフォローアップされた。6つの作品のうち5つがハイペリオン・アンサンブルによって演奏され、1つはニューヨークを拠点とするアンサンブルであるNe(x)tworksによって演奏されている。ホジキンソンはすべての曲を指揮し、「Ulaaraar」でバスクラリネットを演奏している。
2015年には、Freeform Associationレーベルからアルバム『Cuts』をリリースした。これは、構造に数学的アプローチを持つ3つの構成をグループ化したものである。「Hard without I」は、作曲家がソロ・バスクラリネットで演奏している。「On Earth」は、ホジキンソンがNe(x)tworksと共演する2番目の作品で、今回はホアン・ラ・バルバラも演奏に加わっている。「Ananké」はハイペリオン・アンサンブルが演奏している。後者の2つの作品は作曲家によって指揮されている。 

## 音楽性

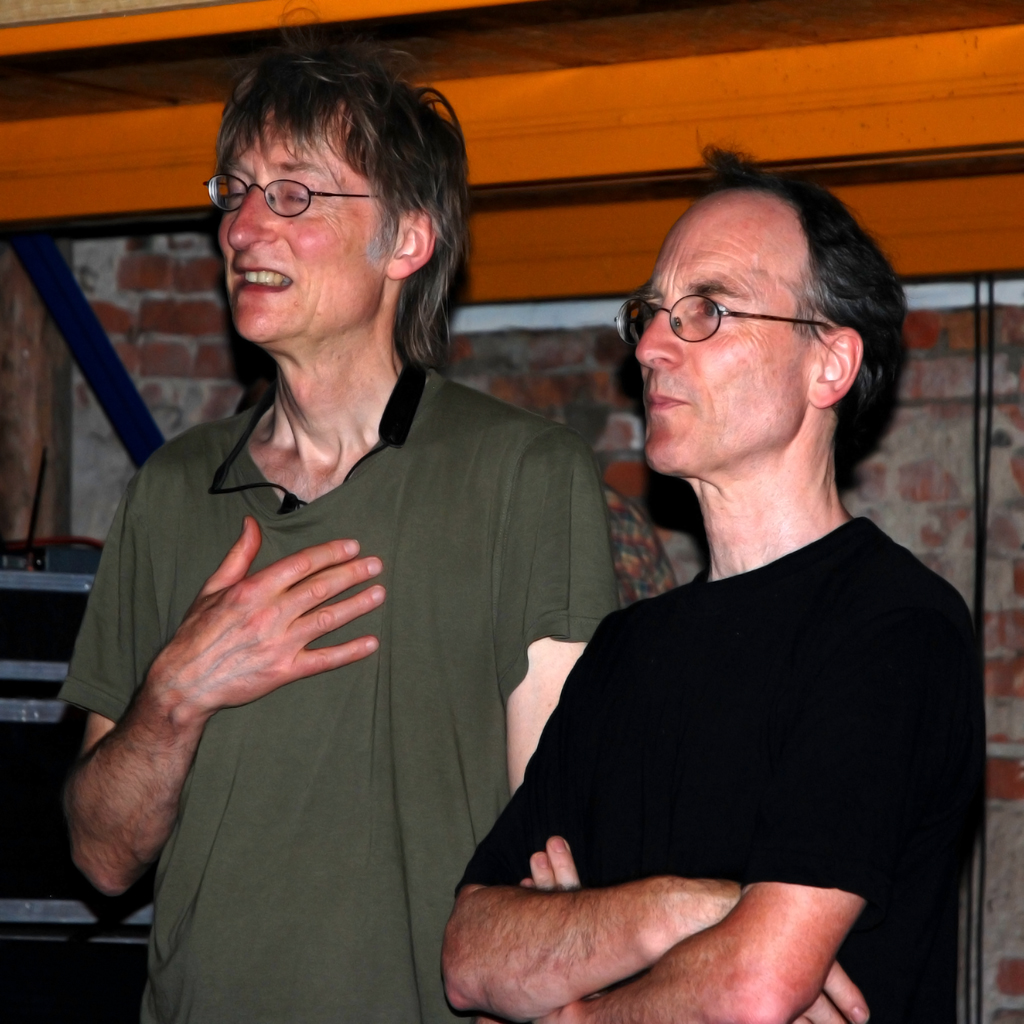
ティム・ホジキンソン（左）とクリス・カトラー（ドイツ、2008年7月6日）

ティム・ホジキンソンの音楽は、ヘンリー・カウのシリアスで複雑な音楽構造から、ザ・ワークでの怒りに満ちたポストパンクにおけるギターのクラッシュまで、また、Konk Packとの自由奔放なフリー・インプロヴィゼーションによる演奏から、Modeレーベルでレコーディングされた現代音楽まで、多様な個性を示している。
彼が演奏するのは主にリード楽器（クラリネット、バスクラリネット、アルトサックス）だが、ヘンリー・カウでは主にキーボードを演奏し、ザ・ワーク、K-Space、Konk Packではラップ・スティール・ギターを演奏した。彼はまたザ・ワークでは歌も歌った。ソロでのレコーディングには、ヴィオラ、パーカッション、サンプリング、シーケンス、MIDIが使用されている。
ホジキンソンは独学のミュージシャンである。彼は子供の頃から正式なピアノとクラリネットのレッスンを始めたが、すぐにそれらを放棄した。その後、最初はキーボードを使用して音楽を書き始めたが、すぐに頭の中の音を直接紙に書くことに切り替えた。このプロセスを支えるために、彼は1983年にロンドンにあるモーリー・カレッジにて、アンドラス・ランキからサイト・シンギング（楽譜の初見歌唱）を学んだ。

## 作品
- Repulsion (1997年) – for clarinet, electric guitar, trombone, percussion. c 10'
- SHHH (1996年–1997年) – for taped voices. c 7'
- For Looking Inside (1997年) – for 3 prepared violas. c 10'30"
- Interferogram (1997年) – for large ensemble. c 10'
- Mala; Elated (1997年) – for clarinet, harpsichord, organ, metal plates, cymbals. c 8'
- Black Death and Errors in Construction (1998年) – for bass clarinet, prepared piano, electric guitar, 2 cellos, 2 violas, percussion, tape. c 12'
- The Road to Erzin (1999年) – for viola, piano, alto saxophone, percussion (2 players) & live electronic sound-processing. c 15'
- Crackle of Forests (1999年) – for many instruments. c 23'
- Gushe (1999年) – solo clarinet and tape. c 13'
- Ma (1999年) – montage. c 20'
- Apophasis (2001年) – concrète sound-art piece with David Connearn. c 22'
- Fighting/Breathing (2001年) – for bass clarinet and taped percussion. c 7'40"
- String Quartet 3 (2000年–2001年)
- Vers Kongsu (2002年) – for clarinet and percussion. c 15'
- Fragor (2003年) – computer-assisted music for arco electric guitar and cello. c 7'
- Vers Kongsu II (2003年) – revised version of Vers Kongsu for clarinet and ensemble.
- De Yoknapatawpha (2003年–2004年) – 2 clarinets (one doubling bass) + piano. c 12'
- Watching into a Hard Stone (2004年) – tape music using sounds of clarinet, ringmodulator, prepared piano, pitch shifter. c 9'
- Aici Schiteaza Pe Acumul (2004年) – for tape and instrumental ensemble (3 vln/vla, 2 celli, 2 cb, oboe, 2 flt, clar, bass-clar, bassoon, sax, trom, 2 percuss, piano). c 9'
- Further into Hard Stone (2004年) – arranged for flute (+ pic), oboe, 2 clars, bassoon, fr horn, saxes, strings, piano, percussion. c 9'
- Piece for Harp and Cello (2004年–2005年) – c 9'
- Nameless Tower (2005年) – for Vln, 2 alto, cello, flute, clar, bass clar, trombone, piano, 2 percussion.
- Thrown (2005年) – for bass clarinet doubling clarinet, harp, piano, double bass, percussion and live sound treatment and projection. c 9'
- Ulaaraar (2005年) – for bass clarinet, string ensemble (min 2 altos, 2 cellos) and small gong. c 10'
- Untitled for solo Bb clarinet (2005年–2006年)
- Carillon for Amplified Harpsichord and four pre-recorded Electric Guitars (2006年) – for harpsichord and tape. c 4'45"
- Hearken (2006年) – for bass clarinet and tape. c 12'
- Against Time (2006年) – for 14 woodwind & brass instruments, percussion, keyboard. c 19'45"
- Amhas / Niritti (2006年) – for tape and ensemble. c 14'
- Nomos-Yozu (2007年) – for ensemble. c 13' Huddersfield Contemporary Music Festival Commission.
- the hum of destruction whirrs through the national cackle of love and produce (2007年) – for (bass) flute, acoustic guitar, electronics. c 17'
- Tmesis (2007年) – for tape, solo cello, 2 clarinets, 2 percussion, horn, trombone. c 10'30"
- Chasma (2008年) – for Ensemble: flute, oboe, clarinet, trumpet, horn,  trombone doubling cb. trom, piano, harp, 2 vlns, 2 vlas, 2 cellos, 2 basses. c23'
- ZUD  (2008年) – graphic score for elec guitar, piano, cello, bass, percussion. c 9'20"
- Ich Horig (2008年) – graphic score for tape,  clarinet, piano, cello, bass, percussion. c 7'
- Ici-bas (2009年) – for flute, 2 clarinets, bassoon, 2 trombones, piano, 3 violins, 3 altos, 2 cellos, 2 basses. For Spectrum XXI 2009. c 14"
- Attaot (2009年) – for flute, clarinet, bassoon, 2 trombones, 2 percussion, violin, alto, cello, 2 basses & tape. For Spectrum XXI 2009. 8'30"
- Jo-Ha-Qui  (2010年) – for string quartet, harp, trombone, synthesiser and bowed glass. c 16"
- The Glow and Zigzag (2011年) – for French horn solo. London Sinfonietta commission. c 6"
- Tree Leaf Talk (2011年) – for voice, violin, cello, trombone, harp, piano, live and pre-recorded electronic sound. Commissioned by Ne(X)tworks Ensemble, NYC. c 35"
- Hail and Flummox (2011年) – flute, clarinet, horn, violin, cello. London Sinfonietta commission. 7"
- Ananké (2011年) – flute, clarinet, violin, 2 cellos, double bass, piano, percussion, electric guitar, no-input mixer, and pre-recorded computer-modulated sound. For Spectrum XXI  2011. c 16"
- Landscape Theory of Mind (2012年) – violin solo. Commissioned by Cornelius Dufallo.c 7"
- Ricochet (2013年) – for strings, piano, electric guitar & tape. For Spectrum XXI 2013.

## ディスコグラフィ

### ソロ・アルバム
- Splutter (1985年、Woof)
- Each in Our Own Thoughts (1994年、Woof)
- Pragma (1998年、Recommended)
- Sang (2000年、Recommended)
- Sketch of Now (2006年、Mode)
- Klarnt (2010年、Recommended)
- Onsets (2014年、Mode)
- Cuts (2015年、Freeform Association)
- Under the Void (2019年、Recommended)

### 参加バンド
ヘンリー・カウ
- 『伝説』 - Legend (1973年、Virgin)
- 『不安』 - Unrest (1974年、Virgin)
- 『悲しみのヨーロッパ』 - Desperate Straights (1975年、Virgin) ※スラップ・ハッピーとのコラボレーション。連名で発表。
- 『傾向賛美』 - In Praise of Learning (1975年、Virgin) ※スラップ・ハッピーとのコラボレーション
- 『コンサーツ』 - Concerts (1976年、Compendium/Caroline) ※ライブ
- 『ウェスタン・カルチャー』 - Western Culture (1979年、Broadcast)
- The Virgin Years – Souvenir Box (1991年、East Side Digital) ※コンピレーション
- Stockholm & Göteborg (2008年、Recommended) ※ライブ
- The 40th Anniversary Henry Cow Box Set (2009年、Recommended) ※コンピレーション
- The Henry Cow Box Redux: The Complete Henry Cow (2019年、Recommended) ※コンピレーション

アート・ベアーズ
- 『ホープス・アンド・フィアーズ』 - Hopes and Fears (1978年、Recommended)

ザ・ワーク
- 『スロウ・クライムズ』 - Slow Crimes (1982年、Woof)
- 『ライヴ・イン・ジャパン』 - Live in Japan (1982年、Recommended)
- The Worst of Everywhere (1983年、Woof) ※カセット
- 『ラバー・ケイジ』 - Rubber Cage (1989年、Woof)
- 『SEE』 - See (1992年、Woof)
- 『ザ・フォース・ワールド』 - The 4th World (2010年、Ad Hoc)

カトリーヌ・ジョニオー
- Fluvial (1983年、Woof)

リンジー・クーパー、クリス・カトラー、ビル・ジローニス、ロバート・ワイアット
- The Last Nightingale (1984年、Recommended)

The Momes
- Spiralling (1989年、Woof)

ゴッド
- Loco (1991年、Pathological)
- Possession (1992年、Caroline)
- Consumed (1993年、Sentrax)
- The Anatomy of Addiction (1994年、Big Cat)

フレッド・フリス
- Live Improvisations (1992年、Woof)

ヴァレンティナ・ポノマレヴァ & ケン・ハイダー
- The Goose (1992年、Megaphone/Woof)

Konk Pack
- Big Deep (1999年、Grob)
- Warp Out (2001年、Grob)
- Off Leash (2005年、Grob)
- The Black Hills (2010年、Grob)
- Doing the Splash (2013年、Megaphone)

Black Paintings (ニコライ・ガレン / ティム・ホジキンソン / ケン・ハイダー)
- Screams and Silence (2008年、Voice of Shade)

K-Space
- Bear Bones (2002年、Slam)
- Going Up (2004年、Ad Hoc)
- Infinity (2008年、Ad Hoc)
- Black Sky (2013年、Setola Di Maiale)

RAZ3 (ルー・エドモンズ / ケン・ハイダー / ティム・ホジキンソン)
- RAZ3 (2008年)

## 参照
- Cutler, Chris; Hodgkinson, Tim (1981). The Henry Cow Book. Third Step Printworks. ISBN 0-9508870-0-5
- Hodgkinson, Tim (February 2016). Music and the Myth of Wholeness – Toward a New Aesthetic Paradigm. MIT Press. ISBN 9780262034067